# غاري كوالسكي (سياسي)
غاري كوالسكي هو سياسي كندي، ولد في 9 أغسطس 1952.